# Пол Шиф
Пол Шиф (на френски: Paul Schiff) е френски лекар, психиатър и психоаналитик, пионер в работата със затворници.

## Биография
Роден е на 5 август 1891 година във Виена, Австро-Унгария. Започва да учи в Колеж дьо Франс философия, а след това и медицина. По време на Първата световна война се мести в Швейцария и става приятел с Ромен Ролан и поета Пиер-Жан Жув. След това се връща и започва да работи в приют на Сена, а след това и като директор на психиатричната клиника към Болницата „Св. Ана“. Омъжва се за Сузане Вертхаймер.
Пол Шиф е анализант на Евгения Соколничка и през 1928 г. става член на Парижкото психоаналитично общество. До 1936 г. работи с Едуар Тулуза и Анри-Русел Павилион в клиника за сексуални разстройства. Година преди да напусне клиниката започва работа в затвор. Три години по-късно (1938) основава изданието „Колективна психология“ заедно с Даниел Лагаш. През Втората световна война става лекар, а след поражението на френската армия влиза в Съпротивата.
Умира на 17 май 1947 година в Париж на 55-годишна възраст.